# Zimornitsa Peak
Der Zimornitsa Peak (englisch; bulgarisch връх Зиморница wrach Simorniza) ist ein 1700 m hoher Berg im westantarktischen Ellsworthland. In den Maglenik Heights im nordzentralen Teil der Sentinel Range des Ellsworthgebirges ragt er 7,9 km nordöstlich des Mount Gozur, 11,43 km südöstlich des Fucha Peak, 3,46 km südwestlich des Mirovyane Peak und 17,87 km nordwestlich des Mount Besch auf. Der Kopsis-Gletscher liegt nordwestlich, der Young-Gletscher südöstlich von ihm.
US-amerikanische Wissenschaftler kartierten ihn 1988. Die bulgarische Kommission für Antarktische Geographische Namen benannte ihn 2011 nach der Ortschaft Simorniza im Süden Bulgariens.